# تام دی‌چیلو
تام دی‌چیلو (انگلیسی: Tom DiCillo؛ زادهٔ ۱۴ اوت ۱۹۵۳) نویسنده، کارگردان و فیلمبردار آمریکایی می‌باشد. وی که از سال ۱۹۸۰ در عرصه سینما و به عنوان فیلمبردار در فیلم‌های هم دوره‌های دانشگاهییش نظیر جیم جارموش و هاوارد بروکنر حضور داشت، اولین بار در ۱۹۹۱ و با فیلم جانی سوئید با بازی برد پیت پا به عرصه کارگردانی گذاشت. علاوه بر کارگردانی فیلم‌های بلند، وی به نویسندگی فیلمهایش نیز مبادرت می‌کند.

## زندگی‌نامه
وی در تاریخ ۱۴ آگوست سال ۱۹۵۳ در کمپ لژیون در کالیفرنیای شمالی به دنیا آمد. پدرش یک ایتالیایی و مادرش از انگلستان جدید بود. او در رشته نویسندگی در دانشگاه اولد دومینیون در نورفولک ویرجینیا درس خواند و سپس برای تحصیل در رشته فیلمسازی وارد دانشگاه نیویورک شد. از همدوره‌های او می‌توان به جیم جارموش، هاوارد بروکنر، سارا درایور و اسپایک لی اشاره کرد. او قبل از اینکه وارد عرصه کارگردانی شود مدتی به بازیگری و فیلمبرداری مشغول بود. از فیلم‌هایی که وی در آنها فیلمبردار بود می‌توان به تعطیلات همیشگی (۱۹۸۰) و قویتر از بهشت (۱۹۸۴) به کارگردانی جیم جارموش و فیلم مستند راترت ویلسون و جنگهای داخلی (۱۹۸۷) به کارگردانی هاوارد بروکنر اشاره کرد.